# Чудаев, Сергей Дмитриевич
Сергей Дмитриевич Чудаев (родился 12 августа 1996, Калининск, Саратовская область, Россия) — российский политический деятель, депутат Государственной думы Федерального собрания Российской Федерации VIII созыва от партии «Новые Люди» (2021). Возглавлял удмуртское отделение партии.

## Биография
Сергей Чудаев родился в 1996 году в городе Калининск Саратовской области. Окончил Российский экономический университет имени Г. В. Плеханова. В сентябре 2021 года был избран в Государственную думу VIII созыва от партии «Новые люди». 18 октября 2021 года досрочно сложил полномочия депутата, объяснив это тем, что хочет сосредоточиться на работе в Удмуртии. Место Сергея Чудаева в Госдуме занял представитель воронежского отделения «Новых Людей» Антон Ткачёв.